# Epilampra guianae
Epilampra guianae är en kackerlacksart som beskrevs av Morgan Hebard 1926. Epilampra guianae ingår i släktet Epilampra och familjen jättekackerlackor. Inga underarter finns listade i Catalogue of Life.